# 南庄 (苗栗縣大字)
南庄，是臺灣苗栗縣南庄鄉的一個傳統地域名稱，為全鄉行政中心，位於該鄉中部偏西北。相較於今日行政區，其範圍大致包括西村北半部、東村西半部。
知名的南庄老街位於本地區。

## 歷史
台灣清治末期至日治初期，南庄地區為一街庄，稱為「南庄」，隸屬於竹南一堡。該庄原本範圍較大，北與四灣庄、田尾庄為鄰，東北與大坪庄為鄰，東南邊為蕃地，西邊為獅潭庄、大河底庄。
其後南庄保留西北部，其餘拆分為北獅里興庄。新的南庄北與四灣庄、田尾庄為鄰，東邊及南邊為北獅里興庄，西邊為大河底庄。
1901年（日治明治三十四年）11月，全台廢縣廳改設二十廳，該庄隸屬於新竹廳。1909年（明治四十二年）10月，合併二十廳為十二廳，該庄隸屬不變。1920年（大正九年），廢十二廳改設五州二廳，該庄改制並雅化為「南庄」大字，隸屬於新竹州竹南郡南庄。
戰後南庄與竹南郡蕃地合併改制為南鄉，隸屬於新竹縣，大字亦改制為村。不久再改名為南庄鄉。1950年桃、竹、苗分治，南庄鄉改隸屬於苗栗縣。

## 聚落
本地區發展較早的聚落為南庄，在日治期初期的官方地圖上已有記載。此外，本地區尚有大屋坑、田洋等聚落。

## 交通
縣道124號是保安林至仙山口（原竹南至獅潭）的道路，大致以縱向經過南庄地區。由該道路向北轉西再轉北可前往三灣、珊珠湖、頭份、竹南並止於海邊道路路口，向南可前往八卦力、獅潭並止於省道台3線路口。

## 學校
- 南庄國中
- 南庄國小

## 景點
- 南庄老街

## 廟宇
- 西村石爺廟（石神廟）